# Ruth Madoc
Ruth Madoc, geboren als Margaret Ruth Llewellyn Baker (Norwich, 16 april 1943 – Torquay, 9 december 2022), was een Brits actrice en zangeres. 

## Loopbaan
Madoc speelde de rol van sportbegeleidster en omroepster Gladys Pugh in de komische televisieserie Hi-de-Hi!. Ook had ze een bijrol in de serie Little Britain, waarin ze de moeder van Daffyd Thomas speelde.

## Privéleven
Zij was getrouwd met acteur Philip Madoc van 1961 tot hun scheiding in 1981. Samen hadden ze twee kinderen. Daarna trouwde ze in 1982 met John Jackson. Ze overleed in 2022 op 79-jarige leeftijd na een operatie vanwege een val.

## Filmografie
- Fiddler on the Roof (1971)
- Under Milk Wood (1972)
- Horizon (1973)
- Crossed Swords (1977)
- The Pale Horse (1997)
- Very Annie Mary (2001)
- Journey Man (2002)

## Televisieseries
- New Scotland Yard (1972)
- Hunter's Walk (1973-1976)
- Leave It to Charlie (1979)
- Hi-de-Hi! (1980-1988)
- The Life and Times of David Lloyd George (1981)
- Woof! (1990)
- An Actor's Life for Me (1991)
- Cluedo (1992)
- The Famous Five (1995 en 1997)
- Oliver's Travels (1995)
- Animal Ark (1997-1998)
- Jack of Hearts (1999)
- Little Britain (2004-2005)
- Revolver (2004)
- Mine All Mine (2004)
- Ministry of Mayhem (2004)
- Mist: Sheepdog Tales (2008-2009)
- Big Top (2009)
- Beyond Paradise (2022)